# Études mongoles

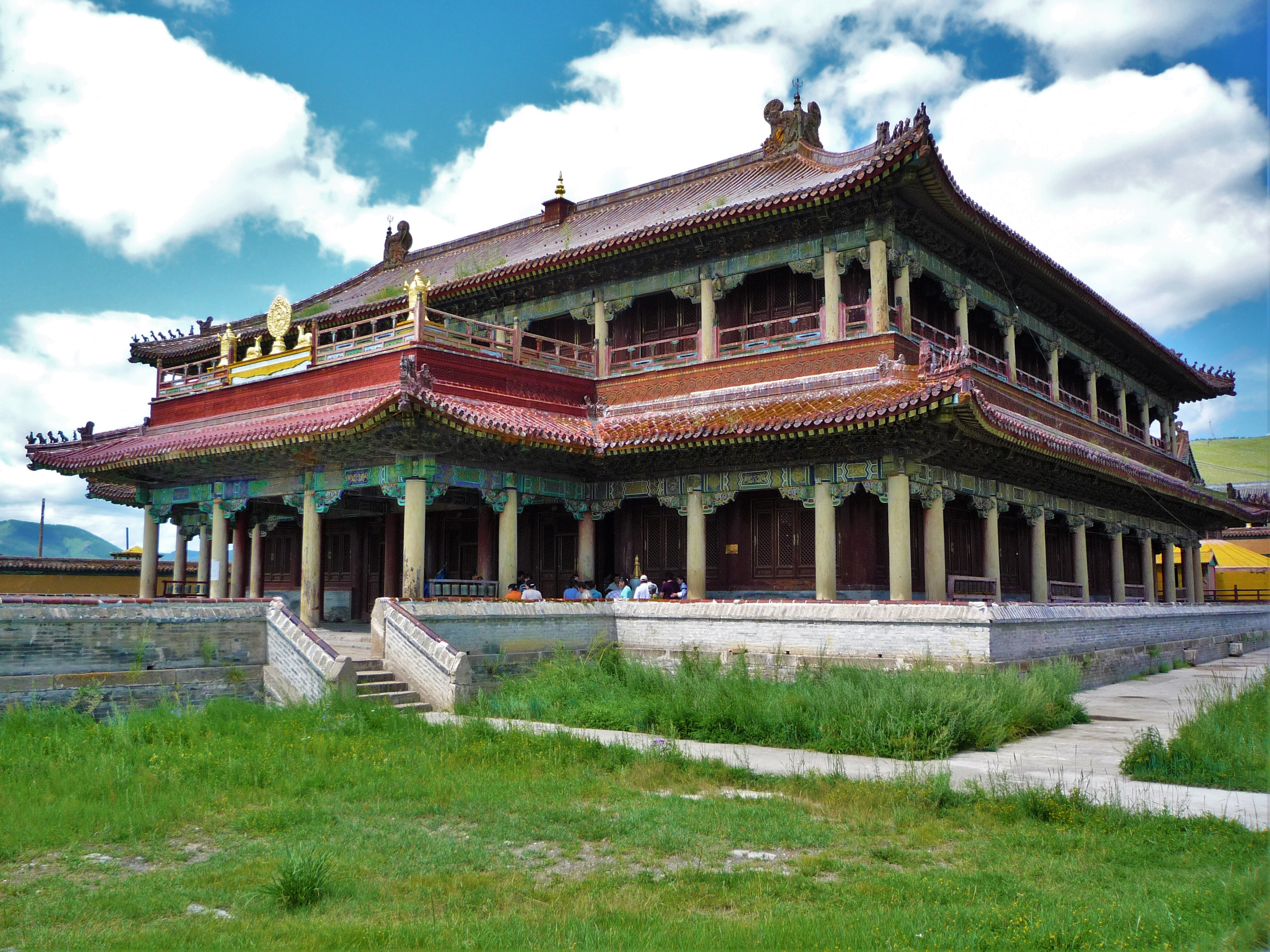
Temple de monastère en Mongolie

Les études mongoles (plus rarement mongolistique), sont un domaine interdisciplinaire de recherche universitaires concernant les langues mongoles, l'histoire mongole et les cultures mongoles. Les universitaires travaillant dans ce domaine sont appelés des mongolistes.